# Хасо фон Мантойфел
Хасо-Екард Фрайхер фон Мантойфел (на немски: Hasso-Eccard von Manteuffel) e германски офицер, генерал на танковите войски, активен политик и член на Бундестага (1953 – 1957).

## Биография

### Първа световна война, 1914 – 1918
Хасо фон Мантойфел е роден на 14 януари 1897 година в Потсдам, Германия. Произлиза от пруска аристократична фамилия, свързана с политически и военни дела. Постъпва в кадетски корпус през 1908 година и до 1934 година командва различни части.
По време на Първата световна война постъпва на служба в 3-ти Хусарски полк и през 1916 година е повишен от кандидат-офицер в лейтенант. През войната Хасо фон Мантойфел е награден и с двете степени на Железния кръст (ІІ степен получава на 13 октомври 1916, а І степен на 2 май 1917). По-късно, както много ветерани, участва в Доброволческия корпус (Фрайкорпс).
Шампион по езда, през 30-те години той става известен и успешен спортен ездач. След войната служи в Райхсвера и Вермахта в 17-и Кавалерийски полк като командир на мотоциклетен батальон в състава на Втора мотопехотна бригада от 2-ра Танкова дивизия, както и през 1936 година като преподавател по тактика в школата за танкови войски Берлин-Вюнсдорф. След две години, вече като майор в щаба на танковите части Мантойфел изпълнява и длъжността на консултант към тежкото моторизиране на армията.

### Втора световна война, 1939 – 1945

#### Източен фронт, 1941 – 1944
В началото на войната фон Мантойфел е ръководител на курс на 2-ра Школа за танкови части в Крампнитц край Потсдам. Малко преди началото на руското настъпление по земя той поема 2-ри батальон/7-и отбранителен полк на популярната 7-а танкова дивизия („Призрачната дивизия“). Сражавайки се успешно с войниците си край Смоленск и Вязма старши лейтенант фон Мантойфел поема на 18 август 1941 година отбранителния полк на 6-а Дивизия и взема участие в тежките зимни боеве край Ржев и Клин. Сравнително рано прави впечатление със смелост, хладнокръвие и решимост в критични ситуации. Така полковник Мантойфел (повишен на 1 октомври 1941 година) заема с бойната си група един стратегически важен мост над канала Волга-Москва и тъй като този обект е ключов за достъпа до главната електроцентрала на Москва, Сталин заповядва той да бъде върнат „без оглед на жертвите“. За удържането на този мост Мантойфел е награден с Рицарски кръст, а неговата „Бойна група Мантойфел“ достига в края на ноември 1941 година на 50 км от покрайнините на Москва, преди дивизията да трябва да започне отстъплението – споменатата електроцентрала преди това е успешно взривена. В началото на 1942 година, когато храбрият командир Мантойфел напуска определената му със заповед позиция, за да преследва един отстъпващ руски полк, неговият тогавашен командир – по-късно наградения също с „Брилянтите“ фелдмаршал Валтер Модел – го заплашва с военен съд, но понеже Мантойфел все пак успява да унищожи вражеския полк, не се стига до последствия. Въпреки този случай по-късно се установява добро разбирателство между Модел и Мантойфел. Двамата отново се срещат през 1944/45 година на Западния фронт.
От юли 1942 година полковник Хасо фон Мантойфел командва пехотна бригада на „Призрачната дивизия“. Следват още задачи в централната част на Източния фронт, докато през зимата на 1942 година изненадващо е прехвърлен от студа на Източния фронт в климатичната му противоположност – Тунис, където му е възложено командването на носещата неговото име моторизирана дивизия.

#### Северна Африка, 1943 – 1944
На 1 май 1943 година получава званието генерал-майор. След тежки битки в обркъжението в Тунис (90-и корпус на Валтер Неринг). По време на кампанията в Северна Африка той е подчинен на генерал Ханс-Юрген фон Арним. Мантойфел провежда много успешна контраатака в района на Тунис, с която отрязва комуникационните връзки на съюзниците зад фронтовата линия. След това е пуснат в отпуска по болест обратно в родината и през август 1943 година поема 7-а танкова дивизия от носителя на Рицарски кръст с „Дъбови листа“ генерал-лейтенант фон Функ. В тази дивизия, в която сам толкова дълго е служил, Мантойфел е изключително популярен и обичан. При Житомир неговите танкове, особено 25-и танков полк под командването на полковник Адалберт Шулц, се изявяват в атака и отбрана. За успешните флангови атаки и нощни сражения в този район на 23 ноември 1943 година Мантойфел става 332-рият награден с „Дъбовите листа“ към Рицарския кръст и малко преди това за първи път е споменат в комюникетата на Вермахта. Веднага след това при танковата битка при Коростен, неговите танкови части отново унищожават цели вражески полкове. При това сражение дори самият генерал-майор се включва на моменти като командир на танк в битката. След като предава дивизията на своя най-добър полкови командир и носител на „Брилянтите“ полковник Шулц, на 27 декември 1943 година Мантойфел получава командването на елитната танкова дивизия „Гросдойчланд“ „(Grossdeutschland)“, която вече се е изявила под командването на носителя на „Дъбовите листа“ полковник Валтер Хьорнлайн (по-късно генерал от пехотата).
През февруари 1944 година Мантойфел е повишен в генерал-лейтенант и получава със закъснение „Мечовете“ към „Дъбовите листа“ на Рицарския кръст за заслугите си като командир на 7-а танкова дивизия и за участието си в сраженията при Киев. Той е едва седмият дивизионен командир, който е награден с толкова голямо отличие.
Със своята нова, напълно моторизирана дивизия „Гросдойчланд“, Мантойфел участва през следващите месеци в тежките сражения на Източния фронт (Корсун, Бесарабия, Прут, Яси) и често пъти успява да отбие мащабни руски атаки – месец май 1944 година, в една от най-големите танкови битки бива успешно овладяна офанзивата на маршал Конев срещу важните нефтени полета в Румъния.
През лятото Мантойфел се опитва, въпреки голямото числено преимущество на противника, да освободи със своята дивизия обкръжената Вилна (Северния фронт) и така да позволи отстъплението на по-късния носител на „Мечовете“ Щахел с неговата бойна група. Въпреки че никога не е посещавал генералщабен курс към Военната академия, генералът на танковите войски (повишен на 1 септември 1944 година) е назначен на същия ден за командващ 5-а танкова армия. След което получава командването на единствената голяма армейска танкова част на Западния фронт. Негов наследник начело на дивизията „Гросдойчланд“ става опитният полковник Карл Лоренц, вече награден по препоръка на самия Мантойфел с „Дъбови листа“. Общо 56 носители на Рицарския кръст подчертават елитния статус на тази дивизия (за сравнение най-елитните СС дивизии – 1-ва, 2-ра и 3-та имат в състава си по около 50 носителя на Рицарски кръст).

#### Западен фронт, 1944 – 1945
С тежки проблеми при снабдяването с военни материали, Мантойфел подготвя своята армия при най-строга секретност за нова офанзива – на 16 декември 1944 година потеглят неговите седем дивизии, заедно с части от Вафен-СС през горите на Ардените в решителната атака срещу 1-ва Американска армия. Главната цел на офанзивата е разделянето на вражеските сили, както и завладяването отново на Антверпен. При успех цели три вражески армии – 1-ва канадска, 2-ра британска и 9-а американска – биха се оказали отрязани от 12-а американска армейска група, оперираща южно от Ардените.
През декември 1944 година на 5-а танкова армия е наредено да пресече река Мозел към Брюксел и Антверпен, защитавайки фланга на 6-а танкова армия. По време на Битката при издатината, 5-а танкова армия печели големи победи и почти напълно успява да пречупи защитните линии на Съюзниците.
Въпреки че танковите остриета на Мантойфел успяват да прегазят съпротивата и да нахлуят на стотина километра в територията на врага, тази последна немска офанзива завършва с неуспех. Смазващото вражеско превъзходство в жива сила и техника, на моменти лошият късмет и хроничната липса на гориво принуждават 5-а танкова армия да започне отстъпление в началото на януари. И въпреки блесящите атаки на известния американски генерал Патън Мантойфел успява навреме да изтегли своите части. Дори и да бе успяло завземането на Антверпен и заграждането на трите вражески армии, немските сили не биха били достатъчни за поддържане на обкръжението.
За началните успехи в Белгия и дългогодишните заслуги като генерал на фронта на 18 февруари 1945 година Мантойфел е 24-тият награден с Брилянтите към Мечовете и Дъбовите листа на Рицарския кръст.
През месец март 1945 година Мантойфел е назначен за главнокомандващ на 3-та танкова армия като наследник на носителя на „Дъбовите листа“ генерал-полковник Раус, но в последвалите битки срещу напредващата Червена армия в Померания успява да окаже само епизодична съпротива. И когато армейска група „Вайхсел“, след първоначални успехи в защита, бива разбита и Червената армия обгражда Берлин, Мантойфел няма възможност да помогне на обкръжените по никакъв начин. Неговите части са изтощени, с много малко изправни танкове и без гориво. Въпреки това той успява да изтегли своята 3-та Танкова армия от тежката ситуация северно от Берлин и отвъд река Елба.
Когато на генерал-полковник Хайнрици, носител на „Мечовете“ към Рицарския кръст, след конфликт с ОКВ е отнето командването на Армейска група „Вистула“, Мантойфел получава заповедта да поеме командирския пост от него. Но понеже той поддържа същото мнение като Хайнрици, а именно, че по-нататъшните бойни действия в Берлин са безсмислени, отказва назначението. В тази тежка ситуация Мантойфел доказва своя кураж и пълна лоялност към генерал Хайнрици. Когато генерал-фелдмаршал Вилхелм Кайтел от ОКВ заплашва командира на армейската група с арест, Мантойфел отделя трима въоръжени офицери от собствения си щаб за негови пазачи. В случай на нужда той е готов да изрази солидарността си дори с употребата на оръжие. След много умели преговори с британските генерали през май 1945 година Мантойфел получава тяхното съгласие да се предаде със своите 300 хил. войници. Освободен е през 1947 година.

### Следвоенни години
След войната фон Мантойфел като генерал от запаса е активен в политиката, от 1953 до 1957 година е член на Бундестага (Съветник по отбраната от ФДП). През 1959 година е изненадващо обвинен в убийство, като причината за това е издадена от него смъртна присъда. През януари 1944 година при Шчепетовка, Мантойфел е изправил пред военен съд, осъдил и наредил да се разстреля един войник заради страх, проявен пред лицето на врага, който по време на нощна стража наблюдавал как двама негови другари са заловени от противника, но нито се намесва, нито съобщава за случая. Въпреки правилното (според военното право) решение, генерал от танковите войски фон Мантойфел е осъден на две години затвор. След намесата на президента Хойс обаче е освободен само два месеца след влизането в сила на присъдата.
По-късно на изключителния танков командир са оказани много и неочаквани почести от страна на американските военни. Мантойфел е поканен 1968 година да посети военната академия Уест Пойнт. Също така след покана от американския военнокомандващ генерал Уестмурленд, посещава Пентагона и Белия дом, поканен от бившия си противник и тогава президент Дуайт Айзенхауер. Към края на 60-те години Мантойфел помага като немски военен съветник за американските военни филми.
Хасо фон Мантойфел умира на 24 септември 1978 година по време на почивката си в Австрия и е погребан в Германия. Лондонският Таймс издава похвална статия в чест на някогашния противник.

## Семейство
Хасо фон Мантойфел е женен за Армгард фон Клайст (племенничка на фелдмаршал Евалд фон Клайст) от 23 юни 1921 г., с която има две деца.

## Декорация
- Носител на Орден „Железен кръст“ (1914)[4] – II-ра (13 октомври 1916)[5] и I-ва степен (2 май 1917)[5][6]
  - Сребърни пластини към Ордена „Железен кръст“ (1939) – II-ра (22 юли 1941)[5] и I-ва степен (1 август 1941)[5]
- Носител на „Значка за раняване“ (1918) – черна (?).[4][6]
- Носител на австро-унгарски Кръст „За военни заслуги“ (?)[7] – III-та степен (?)
- Носител на баварски Кръст „За военни заслуги“ (?)[7] – III-та степен (?)
- Носител на брауншвайгски Кръст „За военни заслуги“ (?)[4][6]
- Носител на „Танкова значка“ (?)[7] – сребърна (II-ра степен)
- Носител на германски Кръст „За военни заслуги“ (?) – II-ра степен (?)
- Носител на „Значка за раняване“ (?)[7] – сребърна (?)
- Почетна лента „Deutsches Afrika Korps“
- Носител на Рицарски кръст – (31 декември 1941).[8][9][10]
- Носител на Дъбови листа № 332 към Рицарския кръст – (23 ноември 1943).[8][11][12]
- Носител на Мечове № 50 към Рицарския кръст и дъбовите листа – (22 февруари 1944).[8][13][14]
- Носител на Диаманти № 24 към Рицарския кръст, дъбовите листа и мечовете – (18 февруари 1945).[8][15][16]
- Носител на Медал „Източен фронт“
- Споменат 4 пъти в комюникетата на Вермахтберихт (през 8 октомври и 16 ноември 1943; 3, 14 март 8 май 1944 година)